# Tysnes
Tysnes is een gemeente in de Noorse provincie Vestland. De gemeente telde 2847 inwoners in januari 2017.
Alver ·  Askvol · Askøy · Aurland · Austevoll · Austrheim · Bergen · Bjørnafjorden · Bremanger · Bømlo · Eidfjord · Etne · Fedje · Fitjar · Fjaler · Gloppen · Gulen · Hyllestad · Høyanger · Kinn · Kvam · Kvinnherad · Luster · Lærdal · Masfjorden · Modalen · Osterøy · Samnanger · Sogndal · Solund · Stad · Stord · Stryn · Sunnfjord · Sveio · Tysnes · Ullensvang · Ulvik · Vaksdal · Vik · Voss · Øygarden · Årdal

Fylker van Noorwegen